# Frédéric Patouillard
Pour les articles homonymes, voir Patouillard.
Frédéric Patouillard est un ancien footballeur professionnel français né le 13 janvier 1974 à Vénissieux. Il évoluait au poste de défenseur.

## Biographie
Tout comme ses futurs coéquipiers lyonnais Ludovic Giuly et Alain Caveglia, Frédéric Patouillard fera ses premiers pas dans le football à St Fons au club du CORPS. C'est à l'âge de 13 ans qu'il est repéré par l'Olympique Lyonnais et intègre le centre de formation en sport étude au collège de Elsa Triolet à Vénissieux. Enchainant les bonnes performances chez les jeunes de l'OL, Patouillard signera chez les professionnels pour la saison 1995-1996. Au mois de novembre 1995 pour la 18e journée de Ligue 1 il inscrira son premier but face à l'AS Monaco au Stade Louis-II. Il ouvre le score à la 75e minute et Florian Maurice doublera la mise pour le 2-0. Il jouera 9 matchs au total cette année-là. L'Olympique Lyonnais finira à la 11e place du Championnat et sera éliminé en quart de finale de la coupe d'Europe lors de laquelle Fréderic Patouillard disputera une rencontre. Un résultat mitigé pour le club qui avait fini la saison précédente à la 2e place du championnat de France.
La saison suivante il reste à l'OL et gagne en temps de jeux disputant 23 matchs de championnat. Le 10 décembre 1996 en 16e de finale de coupe de ligue contre le Paris Saint-Germain, après un premier but égalisateur du Lyonnais Franck Gava, il inscrit le but de la qualification à la 75e minute de la rencontre au stade de Gerland. sous les couleurs.
Désireux de plus jouer, en 1997-1998 il sera prêté au Toulouse FC (L1) avec qui il participera à 26 matchs pour 1 but inscrit.
Pour la saison 1998-1999 il sera transféré définitivement à l'EA Guingamp aux côtés de ses anciens coéquipiers Sylvain Deplace, Fabrice Fiorèse et Ghislain Anselmini et du ballon d'or 1991 Jean-Pierre Papin. Il y jouera 26 matchs et marquera un but.
En 1999-2000 il signe en ligue 2 au CS Louhans-Cuiseaux et y restera deux saisons.
En 2001-2002 il rejoint le Besançon Racing Club en national, club avec qui il finira champion de France national en 2003 ce qui vaudra à Besançon de monter en Ligue 2. En 2004 après une dernière saison en ligue 2, il décide de mettre un terme à sa carrière professionnelle.
Il passe 3 saisons néanmoins au sein du FUN NARBONNE(2004-05, 05-06, 06-07 ).
Il a disputé 58 matchs en Division 1, 75 matchs en Division 2 et 1 match en Coupe de l'UEFA.
Après avoir ouvert une pizzeria, en 2015, il lance sa société dans le vin.

## Affaire judiciaire
En juillet 2025, il écope de 12 mois de prison ferme après des violences sur son ex-femme après être tombé dans la cocaïne.

## Carrière
- 1995-1998 :  Olympique lyonnais (L1)
- 1997-1998 :  Toulouse FC (L1, prêt)
- 1998-1999 :  EA Guingamp (L2)
- 1999-2001 :  CS Louhans-Cuiseaux (L2 & National)
- 2001-2004 :  Besançon Racing Club (National & L2)[2]

## Palmarès
- Champion de France de National en 2003 avec Besançon